# Rietgans
De rietgans (Anser fabalis sensu lato) is een vogel uit de familie Anatidae (zwanen, ganzen en eenden). De wetenschappelijke naam van de soort werd in 1787 als Anas fabalis gepubliceerd door John Latham. Sinds 2007 is de wetenschappelijke naam Anser fabalis gereserveerd voor de taigarietgans. Er bestaat echter nog geen volledige consensus over de fylogenetische indeling van de rietganzen. Vaak wordt de rietgans nog beschouwd als één soort met diverse rassen of ondersoorten, allemaal trekkende soorten waarvan er twee in de Lage Landen in (vrij) grote aantallen overwinteren:
- de taigarietgans en
- de toendrarietgans

In deze systematiek is de wetenschappelijke naam van de taigarietgans Anser fabalis fabalis en van de toendrarietgans Anser fabalis serrirostris. Deze systematiek wordt nog gevolgd door de British Ornithologists' Union, staat in veel vogelgidsen, de IUCN en de soortenbank. De taigarietgans en toendrarietgans splitsten zich ongeveer 2,5 miljoen jaar geleden, maar kwamen zo'n 60.000 jaar geleden terug in contact. Dit leidde tot een hoge mate van genetische uitwisseling.

## Kenmerken

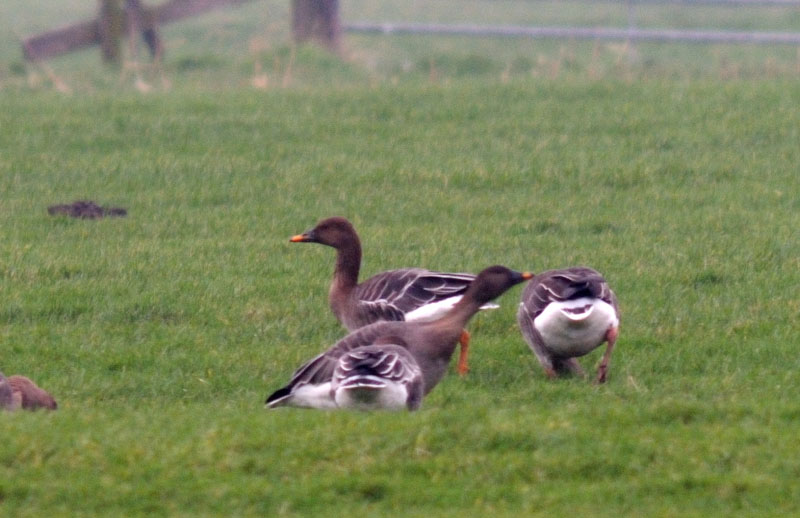
Achterste vogel is de taigarietgans ("zwartbek"), Anser fabalis, op de voorgrond de toendrarietgans A. serrirostris, en de rechter vogel is een grauwe gans A. anser.
Spaarndam, Noord-Holland, 29 januari 2008 (Foto:Arnoud B. van den Berg)

De taigarietgans en de toendrarietgans lijken erg op elkaar. De lengte varieert van 68 tot 90 cm, de spanwijdte van 140 tot 174 cm en het gewicht van 1,7 tot 4 kg. De toendrarietgans is gemiddeld wat kleiner dan de taigarietgans en heeft een kleinere, rondere kop (dan de kleine rietgans), kortere dikke hals, en ook kortere snavel die zwart is aan de basis en top, met een oranje streep over het midden. De taigarietgans is ten opzichte van de toendrarietgans gemiddeld groter, heeft een langere, slanke nek, een wigvormige kop en een donkere snavel met heel weinig oranje.